# Dominikana
Dominikana, oficjalnie: Republika Dominikańska (hiszp. República Dominicana) – drugie co do wielkości (po Kubie) państwo na Morzu Karaibskim. Zajmuje około 2/3 powierzchni wyspy Haiti, dzieląc ją z położoną po zachodniej stronie Republiką Haiti.

## Geografia
- Większe miasta: Santo Domingo, Santiago de los Caballeros, La Romana, San Pedro de Macorís
- Najwyższy punkt: Pico Duarte, 3098 m n.p.m.
- Najniższy punkt: słone jezioro Enriquillo, 46 m p.p.m.
- Rzeki: Yaque del Norte, Yaque del Sur, Yuna(inne języki), Ozama(inne języki)

Cyklony tropikalne sieją spustoszenie w kraju średnio co dwa lata.

## Historia

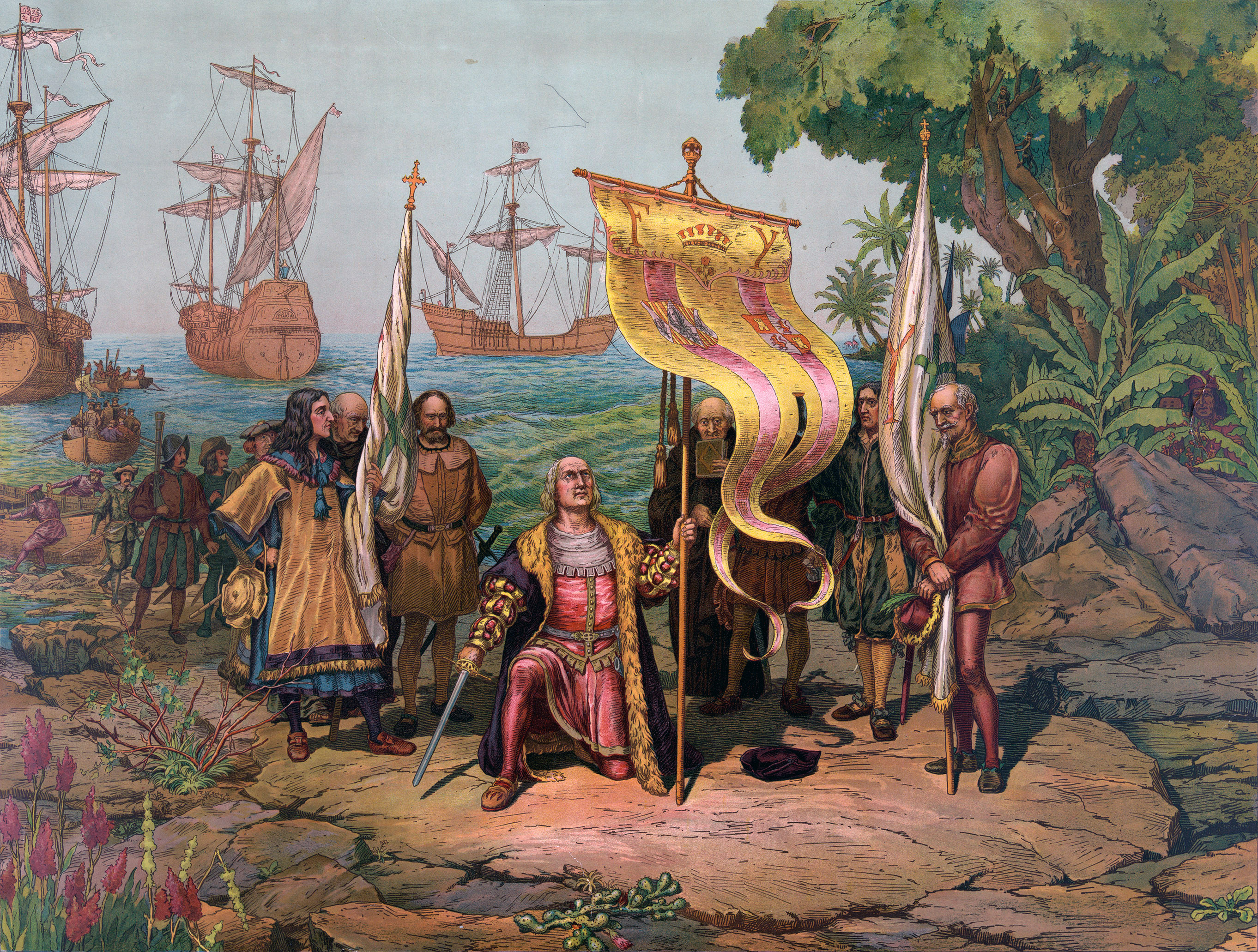
Krzysztof Kolumb przybywa do Ameryki

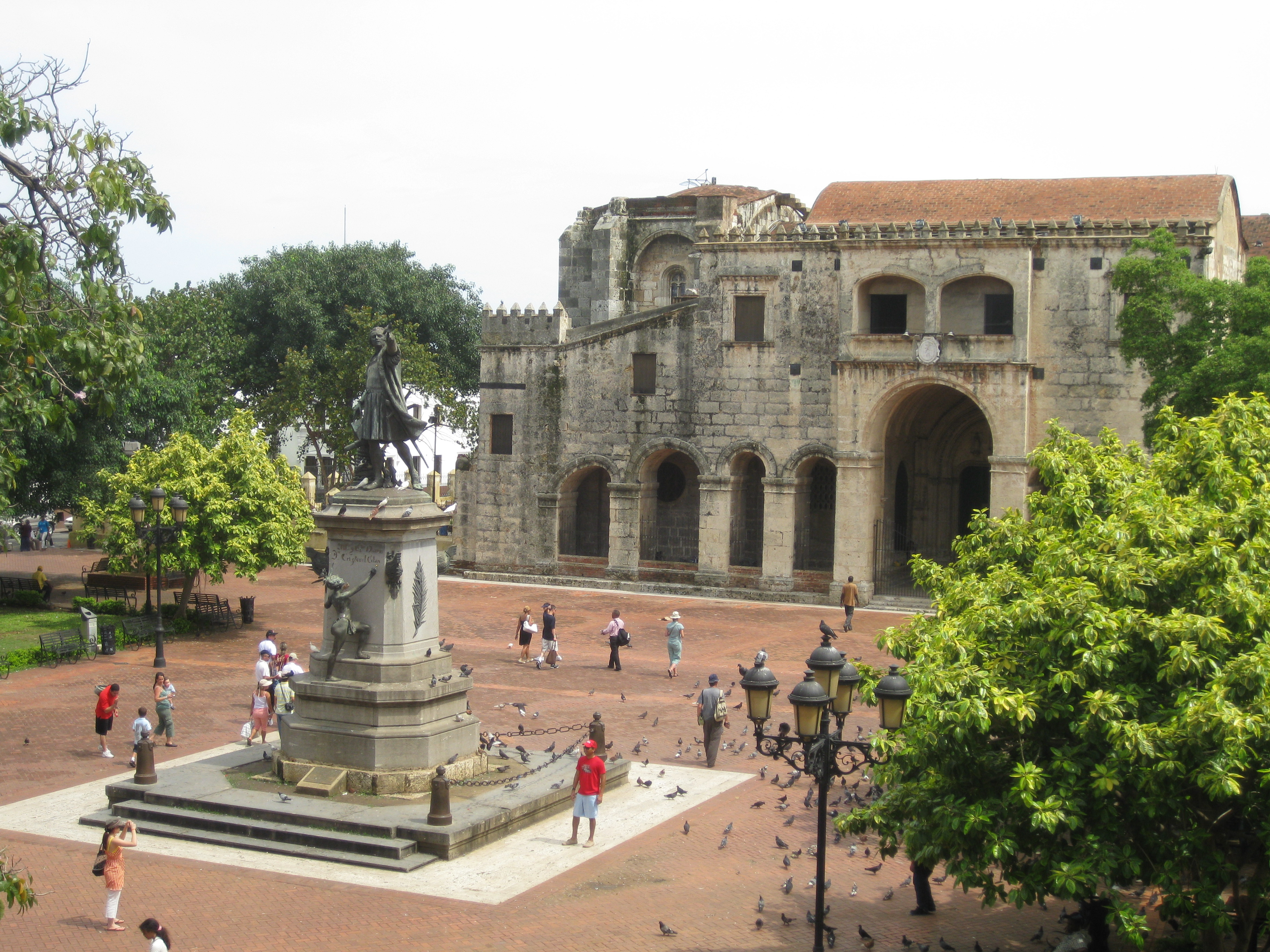
Park im. Krzysztofa Kolumba

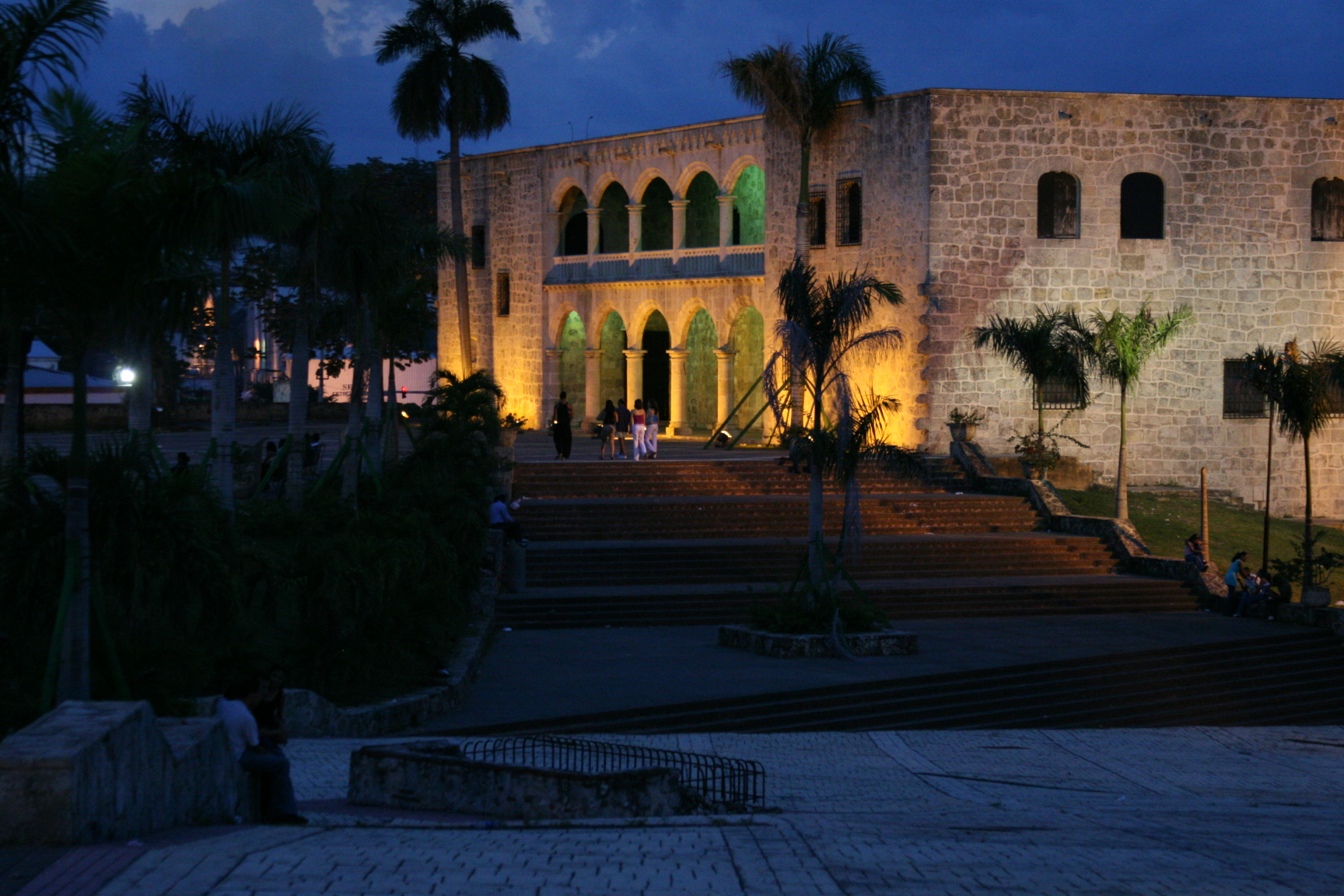
Alcázar de Colón

Prekolumbijskimi mieszkańcami kraju byli Karaibowie i Tainowie. W 1492 obszar został odkryty dla Europy przez Krzysztofa Kolumba. Dominikana pod nazwą Hispaniola weszła w skład hiszpańskiego imperium kolonialnego. W 1697 obszar dzisiejszej Dominikany stał się odrębną kolonią hiszpańską pod nazwą Santo Domingo. W tym samym roku zachodnia część wyspy trafiła pod władanie francuskie. W latach 1795–1808 cała wyspa znalazła się pod rządami Francji. W 1809 rządy nad Santo Domingo przywrócono Hiszpanom. W 1821 Dominikana ogłosiła niepodległość, jednak już w 1822 została zajęta przez wojska Haiti (niepodległego państwa powstałego na zachodzie). W 1844 proklamowana została niepodległa Republika Dominikany. Po kilku kolejnych próbach aneksji Dominikany przez Haiti rząd republiki zaproponował Hiszpanii ponowne włączenie w skład imperium. Hiszpanie zaakceptowali ofertę i w 1861 Dominikana znów stała się kolonią. W latach 1863–1865 trwało antyhiszpańskie powstanie zakończone ponownym ogłoszeniem niepodległości. W kolejnych latach nasilił się chaos i wewnętrzne walki. U progu XX wieku rosło zadłużenie i uzależnienie kraju od obcego, głównie amerykańskiego kapitału. Z powodu niewypłacalności i pod pretekstem konfliktów wewnętrznych w 1916 rozpoczęła się trwająca do 1924 amerykańska interwencja wojskowa.
Po okresie rządów prezydenta Horacio Vásqueza (1924-30), do władzy doszedł Rafael Leónidas Trujillo. Rządził on w dyktatorski sposób, utrzymując fasadę demokracji. Reżim opierał się na wojsku i jedynej legalnej partii politycznej, Partii Dominikańskiej. Trujillo odwoływał się do idei hispanidad (kultywowania tradycji hiszpańskich) i „wybielenia” społeczeństwa dominikańskiego. W 1937 armia przeprowadziła masakrę haitańskich imigrantów. W roku 1938 Dominikana była jedynym państwem na świecie deklarującym gotowość przyjęcia na wniosek Roosvelta żydowskich uchodźców z Niemiec i Austrii. Na okres rządów dyktatora przypadła korzystna koniunktura gospodarcza, która poskutkowała likwidacją zagranicznego zadłużenia (niemniej powszechna była korupcja, a rodzina Trujillo kontrolowała 75% majątku narodowego). W 1960 prezydenturę objął Joaquín Balaguer, który złagodził reżim. Do całkowitego upadku dyktatury doszło w 1961 po zabójstwie Trujillo.
Wybory w 1962 wygrał Juan Bosch z Dominikańskiej Partii Rewolucyjnej (PRD). Uchwalił on nową demokratyczną konstytucję, ale już w 1963 został obalony w wojskowym zamachu stanu. Władzę do 1965 sprawowała junta. W tym samym roku grupa młodych oficerów armii – zwolenników Boscha – podjęła zbrojną próbę przejęcia władzy (tzw. ruch konstytucjonalistyczny). Podczas walk stronę rządową wsparły interwencyjne oddziały USA. Po ich wycofaniu w 1966 do władzy powrócił Balaguer. W 1978 wybory wygrał Antonio Guzmán Fernández z PRD. W 1982 prezydentem został partyjny kolega Fernándeza, Salvador Jorge Blanco. Rządy Blanco zdominowały trudności ekonomiczne, wdrażanie dyskusyjnego programu liberalnych reform i konflikty wewnątrz rządzącej partii. W 1986 na urząd powrócił Balaguer, który wygrał wybory jako kandydat Chrześcijańsko-Społecznej Partii Reformistycznej. Zyskał on reelekcję w 1990 i 1994.
W 1996 władzę objął Leonel Fernández z Partii Wyzwolenia Dominikany (PLD). Dzięki aktywnej polityce międzynarodowej Fernández zdobył uznanie za granicą, jednak jego popularność w kraju topniała. W 2000 roku w wyborach prezydenckich zwyciężył Hipólito Mejía z PRD. W 2004 na stanowisko powrócił Leonel Fernández i rządził do 2012, kiedy zastąpił go Danilo Medina. W 2020 prezydentem został Luis Abinader.

## Demografia

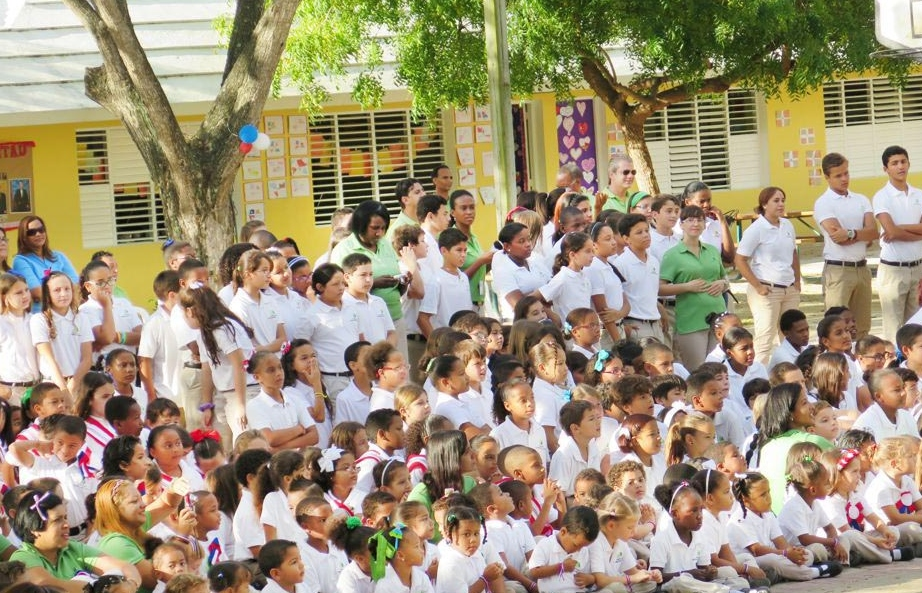
Mieszkańcy Dominikany

73% Dominikańczyków to ludzie mieszanego pochodzenia rasowego, biali stanowią 16% mieszkańców, a czarni 11%.
Około 1/4 ludności Republiki Dominikańskiej zamieszkuje stolicę kraju, Santo Domingo. Drugim pod względem ludności miastem jest Santiago de los Caballeros.

## Podział administracyjny
Dominikana podzielona jest na 31 prowincji oraz obszar wydzielony stolicy (Distrito Nacional).

## Język
W Republice Dominikańskiej językiem urzędowym jest hiszpański. Język ten wprawdzie odbiega nieco od tego (lub tych – jako że w Hiszpanii występuje również wiele różnych dialektów), który używany jest na Półwyspie Iberyjskim, jednak nie na tyle, aby stwarzało to problemy z komunikowaniem się. Różnice te zaznaczają się zarówno na podłożu leksyki, jak i wymowy.

## Religia
- katolicyzm – 68,9%
- protestantyzm – 18,2%:
  - Kościół Adwentystów Dnia Siódmego – 223 000 wiernych
  - Kościół Boży (Cleveland) – 162 500 wiernych
  - Kościół Bożych Proroctw – 94 380 wiernych
  - Zbory Boże – 74 000 wiernych
  - Kościół Obrońców Wiary Chrześcijańskiej – 24 920 wiernych
  - Kościół Nazareński – 24 753 wiernych
  - Wolny Kościół Metodystyczny – 20 500 wiernych
- brak religii – 10,6%
- mormoni – 1,3%
- tradycyjne religie plemienne – 0,9%
- Świadkowie Jehowy – 0,38%

Źródło: Prolades, 2010; Pew Forum, 2010; Operation World, 2010; LDS, 2012; jw.org, 2020.

## Gospodarka
Główne produkty przemysłu rolno-spożywczego to cukier, tytoń oraz kawa, które są obok złota i innych metali cennym towarem eksportowym.
Bardzo dużą rolę odgrywa przynosząca znaczne dochody turystyka. Dominikana posiada najlepiej rozwiniętą na Karaibach infrastrukturę pod kątem turystów. Dwoma najbardziej znanymi regionami wypoczynkowymi są Punta Cana i Puerto Plata. W obydwu dominują wielkie kompleksy hotelowe międzynarodowych sieci, usytuowane bezpośrednio przy plażach uważanych za jedne z najpiękniejszych na Karaibach.

### Emisja gazów cieplarnianych
Emisja równoważnika dwutlenku węgla z Dominikany wyniosła w 1990 roku 16,603 Mt, z czego mniej więcej połowę stanowił dwutlenek węgla, nieco mniej emisje metanu i znacząco mniej podtlenku azotu. W przeliczeniu na mieszkańca emisja wyniosła wówczas 1,116 t dwutlenku węgla, a w przeliczeniu na 1000 dolarów PKB 204 kg. Od tego czasu emisje dwutlenku węgla rosną nadal praktycznie jednostajnie (z większym skokiem w 2002, a po nim dwuletnim spadkiem), a pozostałych gazów cieplarnianych pozostają na podobnym poziomie. Głównym źródłem emisji przez cały czas była energetyka, a transport był na drugim miejscu. W 2018 emisja dwutlenku węgla pochodzenia kopalnego wyniosła 25,177 Mt, a w przeliczeniu na mieszkańca 2,313 t i w przeliczeniu na 1000 dolarów PKB 150 kg.